# قاس: النضال من أجل السلام في الشرق الأوسط
فيلم قاس: النضال من أجل السلام في الشرق الأوسط المعروف أيضاً باسم : قاس: النضال من أجل السلام في إسرائيل وثائقي تم إنتاجه من قبل مجموعة المناصرة لإسرائيل والمهتمة بتشكيل وحماية صورة إسرائيل في وسائل الإعلام المختلفة. تم إنتاجه عام 2003 ويتناول أسباب حدوث الانتفاضة الثانية الفلسطينية ويعزو أسبابها إلى فشل الجانب الفلسطيني في تعليم ونشر ثقافة السلام والتعايش المشترك والحض على الكراهية. الفيلم من إنتاج رافائيل شور وإخراج وين كوبينغ وهو تأليف مشترك بينهما.

## وصلات خارجية
- Relentless: The Struggle for Peace in the Middle East on جوجل فيديو
- Official Website
- قاس: النضال من أجل السلام في الشرق الأوسط على موقع IMDb (الإنجليزية)
- قاس: النضال من أجل السلام في الشرق الأوسط على موقع قاعدة بيانات الفيلم (الإنجليزية)
- قاس: النضال من أجل السلام في الشرق الأوسط على موقع ليتربوكسد (الإنجليزية)